# Provincia North West
North West este o provincie în Africa de Sud. Reședința sa este orașul Mahikeng.

## Orașe

### Populație de peste 200.000 de locuitori
- Mahikeng
- Klerksdorp
- Rustenburg

### Populație de peste 50.000 de locuitori
- Potchefstroom

### Populație de peste 25.000 de locuitori
- Brits
- Orkney
- Lichtenburg

### Populație de peste 10.000 de locuitori
- Bloemhof
- Christiana
- Coligny
- Koster
- Letsopa
- Ledig
- Mogwase
- Ottosdal
- Pampierstad
- Schweizer-Reneke
- Stilfontein
- Ventersdorp
- Vryburg
- Wolmaransstad
- Zeerust

### Populație sub 10.000 de locuitori
- Mmakau
- Mothibistad
- Reivilo